# Marengo (moneta)
Il marengo, o napoleone, è una moneta d'oro del valore di 20 franchi coniata nel 1801 dalla Repubblica Subalpina per celebrare la vittoria di Napoleone Bonaparte contro gli austriaci il 14 giugno 1800.

## Il primo marengo
Questo tipo di moneta fu poi prodotta dal 1803 e il 1815; il suo diametro era di 21,5 mm, con un peso di 6,45 grammi e un titolo d'oro di 900 millesimi. Le monete portavano l'effigie di Napoleone Bonaparte, in un primo momento come Primo console e successivamente come imperatore dei francesi.

## Emissioni postnapoleoniche
Dopo la caduta di Napoleone la produzione di monete dello stesso tipo continuò e l'utilizzo del nome fu esteso a tutte le monete da 20 franchi d'oro prodotte in Francia nel XIX secolo. A seguito dell'istituzione dell'Unione monetaria latina, il nome marengo fu esteso anche alle altre monete dell'unione con lo stesso valore, tra le quali le 20 lire italiane.
Il nome rimase alle monete auree da 20 franchi (o 20 lire) coniate successivamente da Francia, Belgio, Svizzera, Italia e a monete di simile taglio coniate da altri paesi, cioè quelle monete coniate dai paesi facenti parte dell'Unione monetaria latina che si impegnavano così a rispettare il valore nominale e il peso del Marengo nella loro coniazione. Queste tipologie di monete hanno un valore di mercato strettamente correlato al prezzo dell'oro, calcolato moltiplicando il peso netto dell'oro puro contenuto (5,805 grammi ottenuto moltiplicando il peso lordo di grammi 6,45 per il titolo di 900 millesimi - 90 percento oro puro e al 10 percento rame) per il prezzo di mercato dell'oro al grammo.
Esistono però dei marenghi "da collezione" di valore numismatico e prezzo più elevato, la cui rarità collezionistica supera l'intrinseco valore del contenuto aureo. Per esempio, in area italiana gli esemplari coniati durante il Regno di Sardegna da Carlo Felice e Carlo Alberto. Inoltre sono rari o molto rari gli esemplari coniati da Vittorio Emanuele II dal 1870 al 1872, il rarissimo 1873 Roma e i 1874/1875. Le annate rare dei marenghi coniati da Umberto I sono 1884, 1889, 1891, 1893, 1897. Questi marenghi rari sono spesso purtroppo riconiati dai falsari e quindi la maggior parte degli esemplari circolanti sono dei falsi, anche d'epoca.
L'ammontare in pezzi dei marenghi coniati dai re del regno d'Italia Vittorio Emanuele II e suo figlio Umberto I sono rispettivamente circa 11.743.000 pezzi quelli coniati da Vittorio Emanuele II fra il 1861 e il 1878, e circa 8.763.000 coniati dal re Umberto I dal 1879 al 1897 compresi.

## Letteratura
La moneta detta appunto Napoleon è citata in un gioco di parole, che Thomas Mann fa raccontare a un personaggio del suo I Buddenbrook. Decadenza di una famiglia, ad altri commensali. Il gioco di parole è contenuto in un dialogo fra l'imperatore francese e il generale Jean Rapp, avvenuto a Danzica, dopo che Napoleone aveva trascorso una intera giornata con i tedeschi:
(Thomas Mann, I Buddenbrook. Decadenza di una famiglia, Parte I, cap. 5)